# 岩田慎司
岩田 慎司（いわた しんじ、1987年1月27日 - ）は、岐阜県岐阜市出身の元プロ野球選手（投手）・コーチ。右投左打。

## 経歴

### プロ入り前
東邦高時代からドラフト候補として注目を集めた。3年生の春、第76回選抜高等学校野球大会に出場。初戦で上本博紀擁する広陵高に1-9で完投勝利を収める。2回戦で鵜久森淳志と高橋勇丞擁する済美高に0-1で敗れた。夏は愛知大会ベスト8で同年の優勝校である中京大中京高に敗れた。
高校卒業後は明治大学に進学。硬式野球部に入部するも、選手層の厚さや自身のけがによりなかなか出場機会が与えられなかった。副主将となった4年春からはエースとして15試合中13試合に登板。また野手顔負けの打撃でチーム8季ぶりの優勝に貢献した。春のリーグ戦優勝に伴い出場した全日本大学野球選手権大会では、エースとしてチームをベスト4まで進出させた。リーグ戦における打率.360の打撃センスを持ち、先発した2回戦では、DH制を採用した大会ながら投手にして7番バッターで出場。準決勝の東海大学戦では、先発投手の救援登板に上がるも、東海大の猛打を浴びて1死も取れず降板した。
2008年10月30日、プロ野球ドラフト会議で中日ドラゴンズから5位指名を受けて入団。

### プロ入り後
2010年は、けが人続出の二軍で防御率2.86と同3位のWHIP1.08を記録し、ウエスタン・リーグ最多勝・最優秀防御率のタイトルを獲得。一軍では、6月9日の対東北楽天ゴールデンイーグルス戦でリリーフとしてプロ入り初登板。7月19日の横浜ベイスターズ戦で初先発。7回2/3を3安打無失点と好投しプロ初勝利を挙げる。ポストシーズン期間はベネズエラのウィンターリーグへ派遣された。
2011年は開幕一軍を果たすが、5試合に先発して勝ち星なしに終わった。
2012年は二軍スタートも、川上憲伸が腰痛により二軍落ちし入れ替わりで一軍に昇格。4月21日の広島東洋カープ戦（マツダスタジアム）で2年ぶりの勝利を挙げた。自己最高の20試合登板（19試合先発）し5勝5敗を記録。先発ローテーションに欠かせない存在となった。
2013年はオープン戦で不調に陥り、開幕一軍を逃すも二軍で結果を残し、4月25日に一軍に昇格。同日の阪神タイガース戦で先発し7回無失点で今シーズン初勝利を挙げた（シーズン唯一の勝利）。だが右肩痛もあり、わずか5試合の登板のみで防御率も大幅に悪化。
2015年オフ、350万円減の1150万で契約更改した。
2016年9月23日、現役引退を発表。翌24日、引退試合となる阪神戦に登板。同年10月31日付で任意引退公示された。

### 引退後
引退後は中日の球団職員に転身し、編成担当となる。
2017年10月16日、二軍投手コーチへの就任が発表された。
2018年12月22日、二軍投手コーチからヤクルト担当スコアラーへの配置転換が発表された。

## 選手としての特徴・人物
平均球速およそ137km/h、最速145km/hの速球とスライダー、カーブ、フォーク、シュートを投げ分ける。特にスライダーは「テレビゲームのように真横に曲がるんです」と自己評価し、井上雄介からは「ぐにゃりと横に曲がる」と形容された。一方でストレートの球威に欠けるため、大学時代から自身の課題に挙げていた。速球はほとんどの球が微妙に変化するツーシーム・ファストボールである。フォークボールは回転が少なくナックルボールのように変化するため、試合中のキャッチャー・谷繁が「捕れない」と嘆いたほど。自ら「投げた後もボールに聞いてくれって感じ」と発言するなど、コントロールが非常に困難な持ち球である。山内壮馬は「マジカルフォーク」と呼んでいる。2013年1月16日放送のテレビ朝日系列「マツコ&有吉の怒り新党」にて無回転フォークの話題が取り上げられた。
上述したDH制ながら7番打者で起用されるなど打撃センスが高く、プロでは2012年に三塁打を放っている。
妻は料理研究家の鈴木あすな。
2018年1月15日に第1子（長女）が誕生。

## 詳細情報

### 年度別投手成績
| 年 度    | 球 団    | 登 板 | 先 発 | 完 投 | 完 封 | 無 四 球 | 勝 利 | 敗 戦 | セ 丨 ブ | ホ 丨 ル ド | 勝 率 | 打 者 | 投 球 回 | 被 安 打 | 被 本 塁 打 | 与 四 球 | 敬 遠 | 与 死 球 | 奪 三 振 | 暴 投 | ボ 丨 ク | 失 点 | 自 責 点 | 防 御 率 | W H I P |
| -------- | -------- | ----- | ----- | ----- | ----- | -------- | ----- | ----- | -------- | ----------- | ----- | ----- | -------- | -------- | ----------- | -------- | ----- | -------- | -------- | ----- | -------- | ----- | -------- | -------- | ------- |
| 2010     | 中日     | 5     | 3     | 0     | 0     | 0        | 1     | 1     | 0        | 0           | .500  | 85    | 20.2     | 11       | 1           | 11       | 1     | 1        | 19       | 2     | 0        | 6     | 6        | 2.61     | 1.06    |
| 2011     | 中日     | 5     | 5     | 0     | 0     | 0        | 0     | 4     | 0        | 0           | .000  | 116   | 25.1     | 29       | 4           | 10       | 2     | 2        | 16       | 0     | 0        | 16    | 14       | 4.97     | 1.54    |
| 2012     | 中日     | 20    | 19    | 0     | 0     | 0        | 5     | 5     | 0        | 0           | .500  | 438   | 108.1    | 87       | 11          | 26       | 0     | 7        | 84       | 1     | 0        | 36    | 33       | 2.74     | 1.04    |
| 2013     | 中日     | 5     | 5     | 0     | 0     | 0        | 1     | 2     | 0        | 0           | .333  | 113   | 25.2     | 33       | 2           | 3        | 0     | 2        | 14       | 0     | 0        | 17    | 16       | 5.61     | 1.48    |
| 2014     | 中日     | 10    | 3     | 0     | 0     | 0        | 2     | 1     | 0        | 1           | .667  | 101   | 23.2     | 26       | 7           | 5        | 0     | 0        | 22       | 0     | 0        | 14    | 14       | 5.32     | 1.31    |
| 2015     | 中日     | 3     | 3     | 0     | 0     | 0        | 0     | 2     | 0        | 0           | .000  | 71    | 16.0     | 17       | 1           | 8        | 1     | 1        | 7        | 0     | 0        | 8     | 8        | 4.50     | 1.56    |
| 2016     | 中日     | 1     | 0     | 0     | 0     | 0        | 0     | 0     | 0        | 0           | .000  | 1     | 0.1      | 0        | 0           | 0        | 0     | 0        | 0        | 0     | 0        | 0     | 0        | 0.00     | 0.00    |
| NPB：7年 | NPB：7年 | 49    | 38    | 0     | 0     | 0        | 9     | 15    | 0        | 1           | .375  | 925   | 220.0    | 203      | 26          | 63       | 4     | 13       | 162      | 3     | 0        | 97    | 91       | 3.72     | 1.21    |

### 年度別守備成績
| 年 度 | 球 団 | 投手  | 投手  | 投手  | 投手  | 投手  | 投手     |
| 年 度 | 球 団 | 試 合 | 刺 殺 | 補 殺 | 失 策 | 併 殺 | 守 備 率 |
| ----- | ----- | ----- | ----- | ----- | ----- | ----- | -------- |
| 2010  | 中日  | 5     | 1     | 3     | 0     | 0     | 1.000    |
| 2011  | 中日  | 5     | 3     | 3     | 1     | 0     | .857     |
| 2012  | 中日  | 20    | 5     | 30    | 2     | 2     | .946     |
| 2013  | 中日  | 5     | 2     | 6     | 0     | 0     | 1.000    |
| 2014  | 中日  | 10    | 0     | 4     | 0     | 0     | 1.000    |
| 2015  | 中日  | 3     | 3     | 4     | 0     | 1     | 1.000    |
| 2016  | 中日  | 1     | 0     | 0     | 0     | 0     | ----     |
| 通算  | 通算  | 49    | 14    | 50    | 3     | 3     | .955     |

### 記録
初記録
- 初登板：2010年6月9日、対東北楽天ゴールデンイーグルス3回戦（クリネックススタジアム宮城）、8回裏に4番手で救援登板・完了、1回無失点
- 初奪三振：2010年6月13日、対北海道日本ハムファイターズ3回戦（札幌ドーム）、8回裏に金子誠から空振り三振
- 初先発登板・初勝利・初先発勝利：2010年7月19日、対横浜ベイスターズ12回戦（ナゴヤドーム）、7回2/3を無失点

その他の記録
- 3者連続3球三振：2014年5月18日、対東京ヤクルトスワローズ9回戦（ナゴヤドーム）、8回表に松岡健一・山田哲人・比屋根渉から ※史上15人目（セ・リーグ10人目）

### 背番号
- 28 （2009年 - 2016年）
- 87 （2018年）

### 登場曲
- 「Lookin` In My Eyez」 AK-69（2011年 - 2014年）
- 「Warriors」AK-69（2015年 - 2016年）